# Ivan Toms
Ivan Peter Toms (Johannesburgo, 11 de julio de 1952 - Ciudad del Cabo, 25 de marzo de 2008) fue un médico sudafricano que luchó contra el gobierno de la era del apartheid como un destacado activista contra el apartheid y contra el servicio militar obligatorio. Se opuso al reclutamiento por parte de las Fuerzas de Defensa de Sudáfrica y fue cofundador de End Conscription Campaign. Dirigió una clínica en el barrio marginal de Crossroads, donde era el único médico para 60.000 personas. Se puso en huelga de hambre en 1985 después de que el gobierno decidiera demoler el asentamiento. Toms también participó en el activismo por los derechos de los homosexuales en Sudáfrica y fue miembro fundador de Lesbians and Gays Against Oppression. En el momento de su muerte en 2008, Toms se desempeñaba como Director de Salud de la Ciudad del Cabo, Sudáfrica.

## Temprana edad y educación
Ivan Toms nació en Johannesburgo el 11 de julio de 1952. Asistió a la escuela secundaria Glenwood en Durban de 1965 a 1969. Fue prefecto jefe adjunto y capitán del segundo equipo de rugby. Toms era estudiante de medicina en la Universidad de Ciudad del Cabo (UCT). Participó en una manifestación contra el sistema de educación bantú, durante la cual la policía lo golpeó con porras y le rompieron la nariz. Recibió su MB ChB de la UCT en 1976. Hizo una interna en el Hospital Kimberley. Más tarde, Toms obtuvo una licenciatura en teología.

## Reclutamiento
Toms fue reclutado en el servicio nacional en las Fuerzas de Defensa de Sudáfrica (SADF), como médico no combatiente en 1978. Se opuso a los objetivos de la SADF, pero se negó a abandonar Sudáfrica. Pasó gran parte de sus seis meses como médico en Namibia, que entonces se conocía como África Sudoccidental y estaba controlada por Sudáfrica.
Una vez que regresó a Ciudad del Cabo, la Asamblea de Liderazgo Cristiano de Sudáfrica le pidió a Toms que estableciera una clínica médica en el asentamiento ilegal de Crossroads, que se encuentra a unos 15 km fuera de la ciudad en el área de Cape Flats. Fue el único médico que atendió a la población de Crossroads de aproximadamente 60,000 personas. En septiembre de 1983, Toms fue testigo de un enfrentamiento de tres semanas entre la comunidad de Crossroads y la policía y las fuerzas de seguridad sudafricanas, que intentaban derribar edificios "ilegales" en el asentamiento. Después de presenciar la violencia y la brutalidad de la redada, Toms juró no volver a servir en la SADF nunca más, ni siquiera como no combatiente. Hizo públicas sus opiniones sobre lo que había presenciado y se convirtió en miembro fundador de End Conscription Campaign (ECC) en 1983. Los cofundadores de Toms del ECC incluyeron a otros destacados activistas contra el servicio militar obligatorio, incluido Nan Cross.
Como parte de la campaña "Ayuno por una paz justa", Toms inició una huelga de hambre de tres semanas en febrero de 1985 para protestar por la decisión del gobierno de demoler el barrio marginal de Crossroads. La destrucción de Crossroads resultó en violencia y la muerte de varias personas mientras los residentes intentaban resistir la destrucción. Toms comentó durante su huelga de hambre que "Como cristiano, estoy obligado a decir que no, a decir que nunca más me pondré ese uniforme de la SADF".
La SADF tomó oficialmente el control de la clínica de salud de Toms en 1986. Al año siguiente, en julio de 1987, Toms desafió a la SADF cuando se negó a unirse a un campo de reclutamiento para un mes de servicio obligatorio. Fue sentenciado a 21 meses de prisión en 1988 por desafiar la orden y finalmente cumplió nueve meses en la prisión de Pollsmoor.

## Activismo por los derechos de los homosexuales
Toms participó en el activismo por los derechos de los homosexuales en Sudáfrica. Fue miembro fundador de Lesbians and Gays Against Oppression (LAGO) en 1987. Toms también fue objeto de ataques homofóbicos por parte de sus enemigos.

## Post-apartheid
En 1991, al final de la era del apartheid, Toms se convirtió en el coordinador nacional de la Red Nacional Progresista de Atención Primaria de Salud, que desarrollaba programas de salud en asentamientos informales. El virus del SIDA comenzaba a extenderse por Sudáfrica en ese momento. Toms, como coordinador nacional, comenzó a implementar una serie de programas para combatir la propagación del SIDA y el VIH en el país. Fue considerado un pionero en la defensa del uso de medicamentos antirretrovirales para combatir la enfermedad. Se convirtió en director de la Organización de Centros de Bienestar y Salud para Estudiantes en 1993, que es una organización no gubernamental que administra clínicas médicas móviles atendidas por estudiantes en áreas pobres. Continuó trabajando para organizaciones benéficas no gubernamentales hasta 1996, cuando se convirtió en Director de Salud en la ciudad de Ciudad del Cabo. Fue nombrado director ejecutivo del departamento de salud de Ciudad del Cabo en 2002. Su nombre es recordado en el Centro Ivan Toms para la Salud Masculina en Greenpoint, Ciudad del Cabo, que trabaja en la prevención, diagnóstico y tratamiento de infecciones de transmisión sexual.
El presidente sudafricano Thabo Mbeki otorgó a Ivan Toms la Orden de bronce del Baobab en 2006 por su postura contra el apartheid y su servicio público para los sudafricanos necesitados.

## Muerte
Ivan Toms murió inesperadamente de meningitis meningocócica en su casa de Mowbray el 25 de marzo de 2008, a la edad de 55 años Fue honrado por destacadas figuras políticas sudafricanas, incluido el arzobispo emérito Desmond Tutu y la alcaldesa de Ciudad del Cabo, Helen Zille. El arzobispo Tutu se describió a sí mismo como "devastado" por la noticia de la muerte de Toms y le rindió homenaje diciendo: "Doy gracias a Dios por haberlo conocido. Conocerlo hace que (uno) se sienta orgulloso. Este es un excelente ejemplo de alguien que tenía ubuntu. Era completamente desinteresado". Su funeral, al que asistieron cientos de personas, incluido el arzobispo Tutu, se llevó a cabo en la Catedral de San Jorge en Ciudad del Cabo.